# Declaración sobre la eliminación de la violencia contra la mujer
La Declaración sobre la eliminación de la violencia contra la mujer (también conocida por sus siglas en inglés DEVAW) fue aprobada  por la Asamblea General de las Naciones Unidas en su resolución 48/104 del 20 de diciembre de 1993. La misma reconoce «la urgente necesidad de una aplicación universal a la mujer de los derechos y principios relativos a la igualdad, seguridad, libertad, integridad y dignidad de todos los seres humanos». Esta resolución se considera frecuentemente como un complemento y un refuerzo de la Convención sobre la eliminación de todas las formas de discriminación contra la mujer y la Declaración y Programa de Acción de Viena. Refiere y estiben los mismos derechos y principios establecidos en instrumentos tales como la Declaración universal de los derechos humanos; y los artículos 1 y 2 expresan la definición más utilizada de violencia contra la mujer. Como consecuencia de esta designación en 1999, la Asamblea General, liderada por la representante de la República Dominicana, designó el 25 de noviembre como el Día internacional por la eliminación de la violencia contra la mujer.

## Antecedentes
El reconocimiento internacional del derecho que poseen las mujeres a una vida libre de violencia es un hecho reciente. Históricamente, su lucha con la violencia, y con la impunidad que a menudo protege a los perpetradores, se encuentra relacionada con su lucha para vencer la discriminación. Desde su fundación las Naciones Unidas se ha preocupado por el empoderamiento de los derechos de las mujeres, pero hasta 1993 no se había concentrado específicamente en los elevados índices de violencia sobre las mujeres. Uno de los objetivos de la resolución fue revertir la postura gubernamental prevaleciente de que la violencia contra las mujeres era un tema privado y doméstico que no requería de la atención del estado. Para marcar el Día internacional de la mujer el 8 de marzo de 1993, el Secretario General, Boutros Boutros-Ghali, emitió una declaración en preparación a la resolución 48/104, resaltando explícitamente el rol de la ONU en 'promover' y 'proteger' los derechos de las mujeres:

"La lucha por los derechos de la mujer, y la tarea de crear una Naciones Unidas nueva, capaz de promover la paz y los valores que la nutren y sostienen, son una y la misma. Hoy - más que nunca - la causa de la mujer es la causa de toda la humanidad."

## Definición de la violencia contra la mujer
Los artículos 1 y 2 de la resolución expresan la definición más utilizada de violencia contra la mujer.

Artículo primero:
A los efectos de la presente Declaración, por "violencia contra la mujer" se entiende todo acto de violencia basado en la pertenencia al sexo femenino que tenga o pueda tener como resultado un daño o sufrimiento físico, sexual o psicológico para la mujer, así como las amenazas de tales actos, la coacción o la privación arbitraria de la libertad, tanto si se producen en la vida pública como en la vida privada. 
Artículo segundo:
Se entenderá que la violencia contra la mujer abarca los siguientes actos, aunque sin limitarse a ellos:
(a) La violencia física, sexual y psicológica que se produzca en la familia, incluidos los malos tratos, el abuso sexual de las niñas en el hogar, la violencia relacionada con la dote, la violación por el marido, la mutilación genital femenina y otras prácticas tradicionales nocivas para la mujer, los actos de violencia perpetrados por otros miembros de la familia y la violencia relacionada con la explotación;
(b) La violencia física, sexual y sicológica perpetrada dentro de la comunidad en general, inclusive la violación, el abuso sexual, el acoso y la intimidación sexuales en el trabajo, en instituciones educacionales y en otros lugares, la trata de mujeres y la prostitución forzada;
(c) La violencia física, sexual y sicológica perpetrada o tolerada por el Estado, dondequiera que ocurra.

## Relatoría especial sobre violencia contra la mujer
El 4 de marzo de 1994, la Comisión de Derechos Humanos de la ONU adoptó la Resolución 1994/45 creando la Relatoría Especial sobre la violencia contra la mujer con el mandato de recolectar y analizar datos de gobiernos, organizaciones de tratados, agencias especializadas, ONG, y otras partes interesadas y responder de manera efectiva a dicha información. También realizar recomendaciones a nivel internacional, nacional y regional y comunicarse con otros relatores especiales, representantes especiales, grupos de trabajo y expertos independientes de la Comisión de Derechos Humanos.

## Problemas
Numerosos propulsores de los derechos de las mujeres como Derechos Humanos han expresado su preocupación que gran parte del terreno ganado con la declaración se ha visto amenazado por el crecimiento de fuerzas conservadoras en la comunidad internacional. En marzo del 2003, durante una reunión de la Comisión de Naciones Unidas sobre el estatus de la mujer el delegado de Irán objetó la inclusión de un párrafo que convoca a los gobiernos a "condenar la violencia contra la mujer y abstenerse de invocar toda costumbre, tradición, o consideración religiosa para evitar sus obligaciones con respecto a su eliminación como expresa la Declaración sobre la eliminación de la violencia contra la mujer." Los representantes de Egipto, Pakistán, Sudán y Estados Unidos también realizaron objeciones; siendo este el primer fallo diplomático en su historia de la Comisión de la ONU sobre el Estatus de las mujeres.

## Campañas
Cada año, el Día Internacional de la Eliminación de la Violencia contra la Mujer marca el comienzo de los '16 Días de activismo contra la violencia de género'. Organizaciones de derechos humanos tales como el Center for Women's Global Leadership, Unifem, Women Won't Wait, Women for a Change, Women's Aid, y otros grupos se unen para expresarse contra la violencia de género y promover los derechos y principios de la declaración.
El 10 de abril de 2009, Amnistía Internacional organizó una demostración en Narayanghat, Nepal, para exponer la situación de las activistas por los derechos de las mujeres luego que el estado de Nepal no protegiera a dos activistas frente a ataques violentos y finalmente su asesinato. A pesar de haber ratificado la declaración, Nepal falló en obrar según el Artículo 4-c que establece las obligaciones de los estados: 
"Proceder con la debida diligencia a fin de prevenir, investigar y, conforme a la legislación nacional, castigar todo acto de violencia contra la mujer, ya se trate de actos perpetrados por el Estado o por particulares."